# Bouroum (département)
Pour les articles homonymes, voir Bouroum (homonymie).
Pour le village chef-lieu, voir Bouroum.
Ne doit pas être confondu avec Bouroum-Bouroum (département).
Bouroum est un département et une commune rurale de la province du Namentenga, situé dans la région du Centre-Nord au Burkina Faso.
Lors du dernier recensement général de la population en 2006, le département comptabilisait 46 232 habitants.

## Géographie

### Villages
Le département et la commune rurale de Bouroum est administrativement composé de vingt-et-un villages, dont le village chef-lieu homonyme (populations actualisées en 2006) :
- Barao (1 933 habitants)
- Barga-Mossi (ou Barga) (4 271 habitants en tout, 1 501 habitants estimés sans les villages rattachés)
  - Barga II (785 habitants estimés), rattaché à Barga-Mossi
  - Torgane (313 habitants estimés), rattaché à Barga-Mossi
- Barga-Peulh (1 037 habitants)
- Bellogo (6 887 habitants en tout, 3 918 habitants estimés sans les villages rattachés)
  - Horégui (550 habitants estimés), rattaché à Bellogo
  - Ourba (670 habitants estimés), rattaché à Bellogo
  - Yéou (1 749 habitants estimés), rattaché à Bellogo
- Bondbila (2 545 habitants)
- Bouroum (4 399 habitants en tout,  3 115 habitants estimés sans les villages rattachés), chef-lieu
  - Ambara (496 habitants estimés), rattachement incertain
  - Boulwogdo (896 habitants estimés), rattachement incertain
  - Foubando (ou Houbandé) (720 habitants estimés), rattachement incertain
  - Kayara (788 habitants estimés), rattachement incertain
  - Kilma (665 habitants estimés), rattachement incertain
  - Tampèlga (1 664 habitants estimés), rattachement incertain
- Damkarko (8 194 habitants en tout, 3 060 habitants estimés sans les villages rattachés)
  - Damkarko II (2 205 habitants estimés), rattaché à Damkarko
  - Pétouga (369 habitants estimés), rattaché à Damkarko
- Daogo (608 habitants)
- Ibangfo (806 habitants)
- Kalamba (1 369 habitants)
- Kinessoumdi (820 habitants)
- Kougroussoukou (522 habitants)
- Koulhoko (ou Koulwoko) (2 219 habitants)
- Lagbilin (976 habitants)
- Lamlamoné (856 habitants)
- Loumpini (799 habitants)
- Ouayalgué (ou Wayalgué) (793 habitants)
- Ourfaré (1 435 habitants)
- Retkoulga (2 252 habitants)
- Silmagué (2 209 habitants)
- Toubaïri (1 302 habitants)

## Administration
| Période                                  | Période  | Identité | Étiquette | Qualité |
| ---------------------------------------- | -------- | -------- | --------- | ------- |
|                                          | en cours |          |           |         |
| Les données manquantes sont à compléter. |          |          |           |         |

## Santé et éducation
Le département accueille cinq centres de soins et de promotion sociale (CSPS) situés à Bouroum, Bellogo, Damkarko II, Koulhoko et Barga-Mossi tandis que le centre médical (CM) le plus proche est à Tougouri et que le centre médical avec antenne chirurgicale (CMA) de la province se trouve à Boulsa.